# C’lela
C’lela är ett dukaspråk som talas i Nigeria.
C’lela har fyrtio konsonantfonem: p, b, t, d, k, g, m, n, ŋ, f, v, s, z, h, r, l, t͡ʃ, d͡ʒ, w, j, ʔ, pʲ, bʲ, tʷ, dʷ, kʲ, gʲ, kʷ, gʷ, mʲ, nʷ, fʲ, sʷ, zʷ, t͡ʃʷ, d͡ʒʷ, rʷ, lʷ, hʷ, hʲ. C’lela har åtta vokaler: i, e, ɛ, ə, a, ɔ, o, u.
C’lela är ett Subjekt–verb–objekt-språk